# The Sporting News Most Valuable Player Award
Der „The Sporting News Most Valuable Player Award“ war eine jährliche Auszeichnung für den jeweils wertvollsten Baseballspieler in den beiden Ligen der Major League Baseball. Die Sieger wurden von den Baseballexperten unter den Journalisten des US-amerikanischen Sportmagazins The Sporting News gewählt. Es wurde jeweils ein Spieler der American League und der National League ausgezeichnet.
Der Award wurde 1946 offiziell eingestellt. Trotz alledem wird nach wie vor (seit 1936) jährlich ein Spieler der MLB mit dem The Sporting News Player of the Year Award ausgezeichnet, welcher der einzige ist, der für die gesamte MLB und nicht für einen Spieler pro League vergeben wird.

## Sieger des „The Sporting News Most Valuable Player Award“

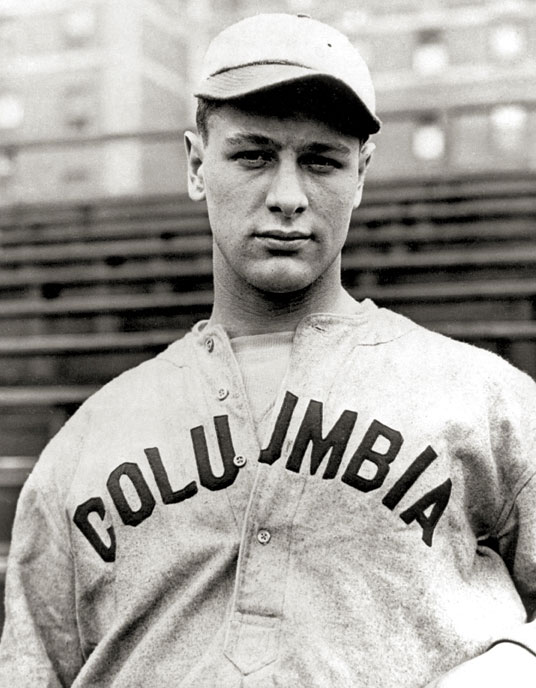
Lou Gehrig, dreimaliger Sieger des „The Sporting News Most Valuable Player Award“

| Jahr | American League   | Team                   | National League | Team                  |
| ---- | ----------------- | ---------------------- | --------------- | --------------------- |
| 1929 | Al Simmons        | Philadelphia Athletics | kein Sieger     |                       |
| 1930 | Joe Cronin        | Washington Senators    | Bill Terry      | New York Giants       |
| 1931 | Lou Gehrig        | New York Yankees       | Chuck Klein     | Philadelphia Phillies |
| 1932 | Jimmie Foxx       | Philadelphia Athletics | Chuck Klein     | Philadelphia Phillies |
| 1933 | Jimmie Foxx       | Philadelphia Athletics | Carl Hubbell    | New York Giants       |
| 1934 | Lou Gehrig        | New York Yankees       | Dizzy Dean      | St. Louis Cardinals   |
| 1935 | Hank Greenberg    | Detroit Tigers         | Arky Vaughan    | Pittsburgh Pirates    |
| 1936 | Lou Gehrig        | New York Yankees       | Carl Hubbell    | New York Giants       |
| 1937 | Charlie Gehringer | Detroit Tigers         | Joe Medwick     | St. Louis Cardinals   |
| 1938 | Jimmie Foxx       | Boston Red Sox         | Ernie Lombardi  | Cincinnati Reds       |
| 1939 | Joe DiMaggio      | New York Yankees       | Bucky Walters   | Cincinnati Reds       |
| 1940 | Hank Greenberg    | Detroit Tigers         | Frank McCormick | Cincinnati Reds       |
| 1941 | Joe DiMaggio      | New York Yankees       | Dolph Camilli   | Brooklyn Dodgers      |
| 1942 | Joe Gordon        | New York Yankees       | Mort Cooper     | St. Louis Cardinals   |
| 1943 | Spud Chandler     | New York Yankees       | Stan Musial     | St. Louis Cardinals   |
| 1944 | Bobby Doerr       | Boston Red Sox         | Marty Marion    | St. Louis Cardinals   |
| 1945 | Eddie Mayo        | Detroit Tigers         | Tommy Holmes    | Boston Braves         |

## Sieger des „The Sporting News Player of the Year Award“
| Jahr | Spieler                  | Team                  | Liga | Position |
| ---- | ------------------------ | --------------------- | ---- | -------- |
| 1936 | Carl Hubbell             | New York Giants       | NL   | P        |
| 1937 | Johnny Allen             | Cleveland Indians     | AL   | P        |
| 1938 | Johnny Vander Meer       | Cincinnati Reds       | NL   | P        |
| 1939 | Joe DiMaggio             | New York Yankees      | AL   | OF       |
| 1940 | Bob Feller               | Cleveland Indians     | AL   | P        |
| 1941 | Ted Williams             | Boston Red Sox        | AL   | OF       |
| 1942 | Ted Williams (2)         | Boston Red Sox        | AL   | OF       |
| 1943 | Spud Chandler            | New York Yankees      | AL   | P        |
| 1944 | Marty Marion             | St. Louis Cardinals   | NL   | SS       |
| 1945 | Hal Newhouser            | Detroit Tigers        | AL   | P        |
| 1946 | Stan Musial              | St. Louis Cardinals   | NL   | 1B       |
| 1947 | Ted Williams (3)         | Boston Red Sox        | AL   | OF       |
| 1948 | Lou Boudreau             | Cleveland Indians     | AL   | SS       |
| 1949 | Ted Williams (4)         | Boston Red Sox        | AL   | OF       |
| 1950 | Phil Rizzuto             | New York Yankees      | AL   | SS       |
| 1951 | Stan Musial (2)          | St. Louis Cardinals   | NL   | OF       |
| 1952 | Robin Roberts            | Philadelphia Phillies | NL   | P        |
| 1953 | Al Rosen                 | Cleveland Indians     | AL   | 3B       |
| 1954 | Willie Mays              | New York Giants       | NL   | OF       |
| 1955 | Duke Snider              | Brooklyn Dodgers      | NL   | OF       |
| 1956 | Mickey Mantle            | New York Yankees      | AL   | OF       |
| 1957 | Ted Williams (5)         | Boston Red Sox        | AL   | OF       |
| 1958 | Bob Turley               | New York Yankees      | AL   | P        |
| 1959 | Early Wynn               | Chicago White Sox     | AL   | P        |
| 1960 | Bill Mazeroski           | Pittsburgh Pirates    | NL   | 2B       |
| 1961 | Roger Maris              | New York Yankees      | AL   | OF       |
| 1962 | Don Drysdale/Maury Wills | Los Angeles Dodgers   | NL   | P/SS     |
| 1963 | Sandy Koufax             | Los Angeles Dodgers   | NL   | P        |
| 1964 | Ken Boyer                | St. Louis Cardinals   | NL   | 3B       |
| 1965 | Sandy Koufax (2)         | Los Angeles Dodgers   | NL   | P        |
| 1966 | Frank Robinson           | Baltimore Orioles     | AL   | OF       |
| 1967 | Carl Yastrzemski         | Boston Red Sox        | AL   | OF       |
| 1968 | Denny McLain             | Detroit Tigers        | AL   | P        |
| 1969 | Willie McCovey           | San Francisco Giants  | NL   | 1B       |
| 1970 | Johnny Bench             | Cincinnati Reds       | NL   | C        |
| 1971 | Joe Torre                | St. Louis Cardinals   | NL   | 3B       |
| 1972 | Billy Williams           | Chicago Cubs          | NL   | OF       |
| 1973 | Reggie Jackson           | Oakland Athletics     | AL   | OF       |
| 1974 | Lou Brock                | St. Louis Cardinals   | NL   | OF       |
| 1975 | Joe Morgan               | Cincinnati Reds       | NL   | 2B       |
| 1976 | Joe Morgan (2)           | Cincinnati Reds       | NL   | 2B       |
| 1977 | Rod Carew                | Minnesota Twins       | AL   | 1B       |
| 1978 | Ron Guidry               | New York Yankees      | AL   | P        |
| 1979 | Willie Stargell          | Pittsburgh Pirates    | NL   | 1B       |
| 1980 | George Brett             | Kansas City Royals    | AL   | 3B       |
| 1981 | Fernando Valenzuela      | Los Angeles Dodgers   | NL   | P        |
| 1982 | Robin Yount              | Milwaukee Brewers     | AL   | SS       |
| 1983 | Cal Ripken, Jr.          | Baltimore Orioles     | AL   | SS       |
| 1984 | Ryne Sandberg            | Chicago Cubs          | NL   | 2B       |
| 1985 | Don Mattingly            | New York Yankees      | AL   | 1B       |
| 1986 | Roger Clemens            | Boston Red Sox        | AL   | P        |
| 1987 | George Bell              | Toronto Blue Jays     | AL   | OF       |
| 1988 | Orel Hershiser           | Los Angeles Dodgers   | NL   | P        |
| 1989 | Kevin Mitchell           | San Francisco Giants  | NL   | OF       |
| 1990 | Barry Bonds              | Pittsburgh Pirates    | NL   | OF       |
| 1991 | Cal Ripken, Jr. (2)      | Baltimore Orioles     | AL   | SS       |
| 1992 | Gary Sheffield           | San Diego Padres      | NL   | OF       |
| 1993 | Frank Thomas             | Chicago White Sox     | AL   | 1B       |
| 1994 | Jeff Bagwell             | Houston Astros        | NL   | 1B       |
| 1995 | Albert Belle             | Cleveland Indians     | AL   | OF       |
| 1996 | Alex Rodríguez           | Seattle Mariners      | AL   | SS       |
| 1997 | Ken Griffey, Jr.         | Seattle Mariners      | AL   | OF       |
| 1998 | Sammy Sosa               | Chicago Cubs          | NL   | OF       |
| 1999 | Rafael Palmeiro          | Texas Rangers         | AL   | 1B       |
| 2000 | Carlos Delgado           | Toronto Blue Jays     | AL   | 1B       |
| 2001 | Barry Bonds (2)          | San Francisco Giants  | NL   | OF       |
| 2002 | Alex Rodríguez (2)       | Texas Rangers         | AL   | SS       |
| 2003 | Albert Pujols            | St. Louis Cardinals   | NL   | 1B       |
| 2004 | Barry Bonds (3)          | San Francisco Giants  | NL   | OF       |
| 2005 | Andruw Jones             | Atlanta Braves        | NL   | OF       |
| 2006 | Ryan Howard              | Philadelphia Phillies | NL   | 1B       |
| 2007 | Alex Rodríguez (3)       | New York Yankees      | AL   | 3B       |
| 2008 | Albert Pujols (2)        | St. Louis Cardinals   | NL   | 1B       |
| 2009 | Albert Pujols (3)        | St. Louis Cardinals   | NL   | 1B       |
| 2010 | Josh Hamilton            | Texas Rangers         | AL   | OF       |
| 2011 | Justin Verlander         | Detroit Tigers        | AL   | P        |
| 2012 | Miguel Cabrera           | Detroit Tigers        | AL   | 3B       |
| 2013 | Miguel Cabrera (2)       | Detroit Tigers        | AL   | 3B       |
| 2014 | Clayton Kershaw          | Los Angeles Dodgers   | NL   | P        |
| 2015 | Josh Donaldson           | Toronto Blue Jays     | AL   | 3B       |
| 2016 | José Altuve              | Houston Astros        | AL   | 2B       |
| 2017 | José Altuve (2)          | Houston Astros        | AL   | 2B       |
| 2018 | Mookie Betts             | Boston Red Sox        | AL   | OF       |
| 2019 | Mike Trout               | Los Angeles Angels    | AL   | OF       |
| 2020 | José Abreu               | Chicago White Sox     | AL   | 1B       |
| 2021 | Shohei Ohtani            | Los Angeles Angels    | AL   | P/DH     |
| 2022 | Aaron Judge              | New York Yankees      | AL   | OF/DH    |
| 2023 | Ronald Acuña             | Atlanta Braves        | NL   | OF/DH    |

Abkürzungen:

- AL: American League
- NL: National League
- P: Pitcher
- C: Catcher
- 1B: First Baseman
- 2B: Second Baseman
- 3B: Third Baseman
- SS: Shortstop
- IF: Infielder
- OF: Outfielder